# Гендерна поляризація

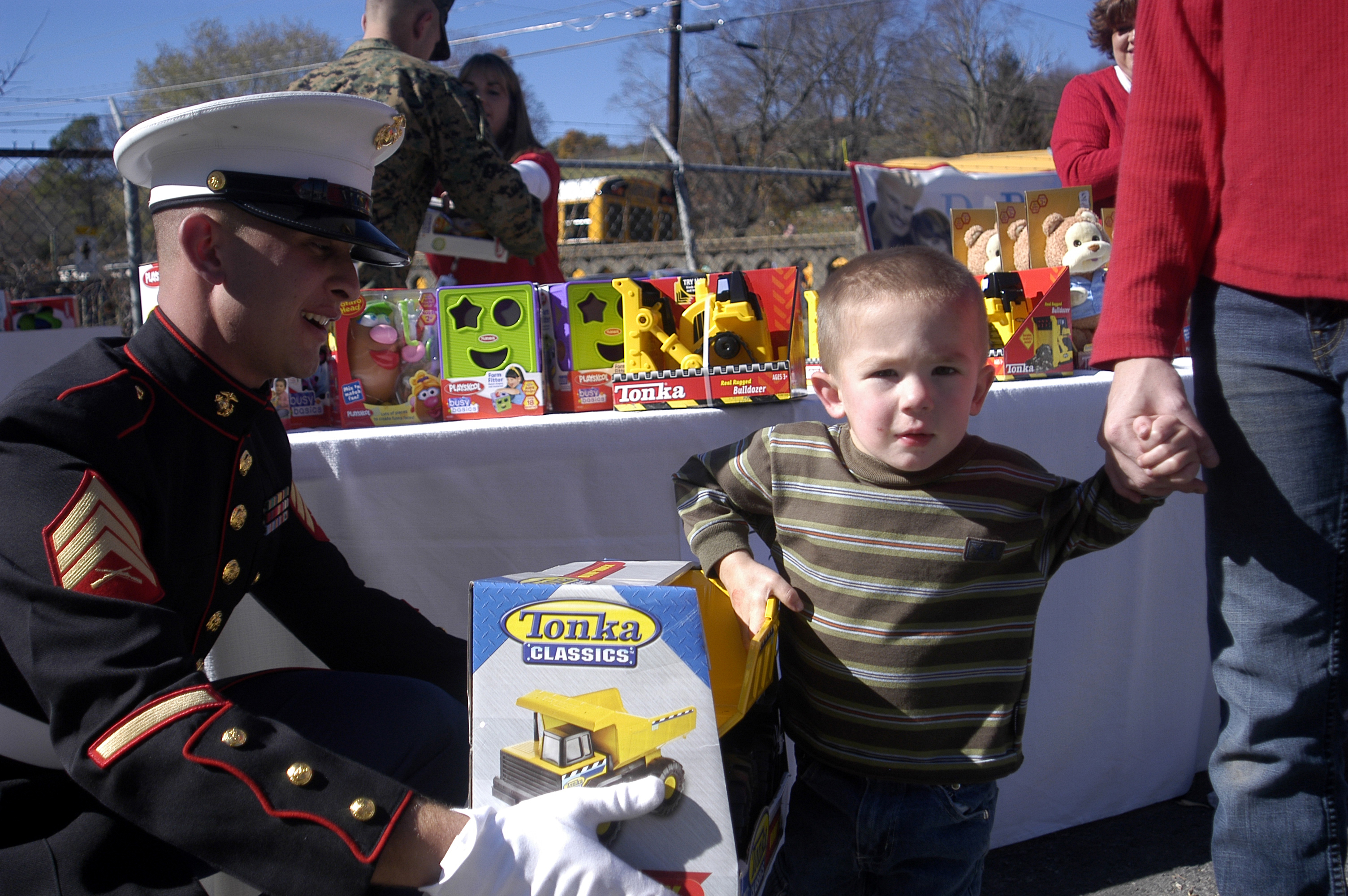
Хлопчиків заохочують грати з іграшковими вантажівками

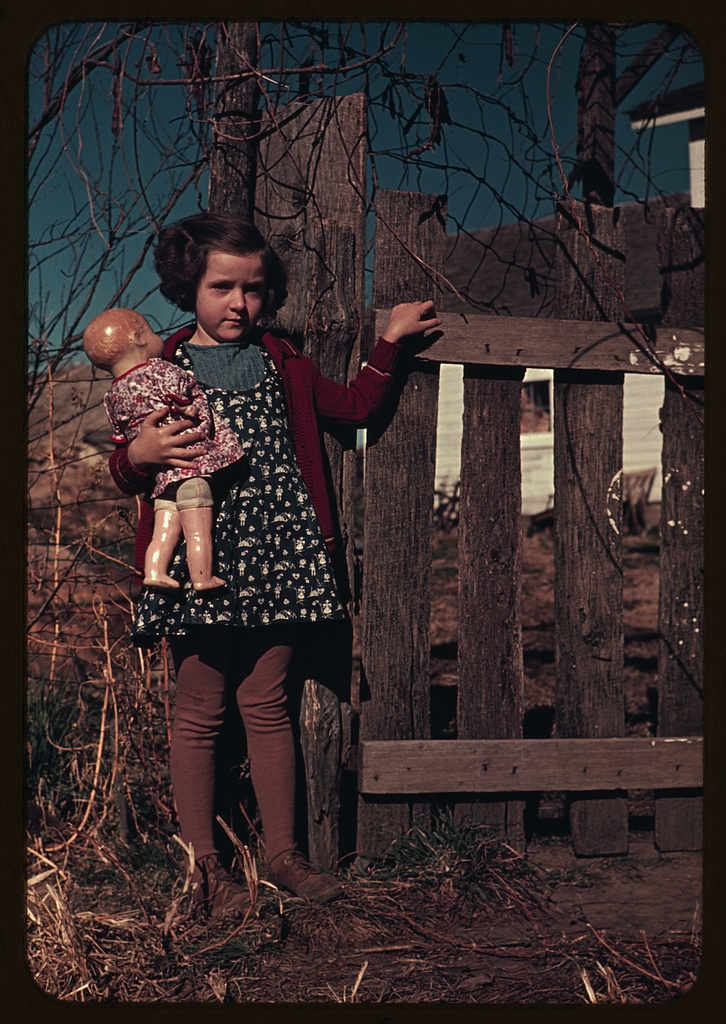
Дівчаток заохочують грати в ляльки

Гендерна поляризація (англ. gender polarization) ― це культурне перебільшення, закріплення та наголошення природних відмінностей жінок та чоловіків та ігнорування подібностей, що утворюють гендер. Соціологічна концепція американської психологині Сандри Бем ілюструє, що суспільства визначають і наголошують жіночність та маскулінність як полярні протилежні гендери, поведінки та ставлення, коли прийнятне для чоловіків не вважається доречним для жінок, і навпаки. Гендерна поляризація тісно пов'язана з гендерними стереотипами, нормуванням та ролями, а також гендерною соціалізацією; за феміністською теорією, лежить в основі патріархатного утиску, уможливлюючи дискримінацію за статтю та гендерну нерівність.

## Концепт
Концепт гендерної поляризації є продовженням соціологічного розрізнення статі та гендеру (стать описує біологічні відмінності між чоловіками та жінками, гендер - культурні, тобто гендер описує "соціально побудовані ролі, поведінку, діяльність, та атрибути, які певне суспільство вважає доречними для чоловіків та жінок").

## Суть феномену
За Бем, гендерна поляризація починається тоді, коли природні статеві відмінності (наприклад, у жінок менше волосся, а у чоловіків більше м’язів) перебільшуються в культурному плані (коли медіа спонукають жінок видаляти природне волосся з обличчя, ніг та пахв, а чоловіків заохочують нарощувати м'язову масу). Бем пояснила, що гендерна поляризація йде далі, коли культури будують "відмінності з нуля, щоб зробити статі ще більш відмінними одна від одної, ніж вони могли б бути в іншому випадку", наприклад, диктуючи помітно різні зачіски або стилі одягу для чоловіків і жінок. 
Коли статі поляризовані, згідно з теорією, між жінками та чоловіками немає перекриття, спільної поведінки чи ставлення; швидше, вони явно протилежні. Бем підкреслює, що ці відмінності стають настільки "всеохопними", що "заторкують практично всі аспекти людського існування", не лише зачіски та одяг, але й те, як чоловіки та жінки виражають емоції та переживають сексуальне бажання. Бем доводить, що відмінності між чоловіками та жінками "накладаються на стільки аспектів соціального світу, що тим самим налагоджується культурний зв'язок між статтю та практично будь-яким іншим аспектом людського досвіду".

## Поляризація в онтогенезі
За словами Скотта Колтрейна та Мікеле Адамса, гендерна поляризація конкретного індивіда починається рано в дитинстві, коли дівчаткам пропонується віддавати перевагу рожевому, а не блакитному; а коли хлопчикам пропонують віддавати перевагу іграшковим вантажівкам перед ляльками, різниця між чоловіками та жінками передається та підкреслюється дітям іншими незліченними способами. За словами Елізабет Ліндсі та Уолтера Закахі, діти дізнаються, спостерігаючи за іншими, що вони "можуть і не можуть робити з точки зору гендерної поведінки".
За Бем, гендерна поляризація визначає взаємозаперечні сценарії для того, щоб бути чоловіком і жінкою. Сценарії можуть мати потужний вплив на розвиток людини; наприклад, якщо людина є чоловіком, то вона, швидше за все, виросте з конкретним способом погляду на світ, з певною поведінкою, що розглядається як "чоловіча", і навчиться одягатися, ходити, говорити і навіть мислити соціально-затвердженим для чоловіків способом. Крім того, будь-яке відхилення від цих сценаріїв буде розглянуто як проблематичне, можливо визначене як "аморальні вчинки", що заважають релігійним звичаям, або як "психологічно патологічне".

## Наслідки гендерної поляризації
Бем розглядала гендерну поляризацію як організаційний принцип, на якому побудовано багато основних інститутів суспільства. Наприклад, гендерні норми, засновані на гендерній поляризації, кодифіковані в закон. У західному суспільстві в недалекому минулому правила, засновані на уявленні про кардинальну різність статей, заважали жінкам брати участь у виборах, займати політичні посади, ходити до школи, володіти майном, служити у збройних силах, заволодівати певними професіями чи займатися певними видами спорту. Наприклад, перша сучасна Олімпіада була лише чоловічою спортивною подією, з якої виключили жінок, що визначено як яскравий приклад гендерної поляризації. Крім того, термін застосовувався до літературознавства.
Бем доводила, що через історію поляризації жінки часто обмежуються сімейно-орієнтованими ролями в приватній сфері, тоді як чоловіки розглядаються як професійні представники в публічній сфері. Культури істотно різняться залежно від того, що вважається доречним для чоловічих та жіночих ролей, і від того, як виражаються емоції.